# Newzealandia dorsomarmorata
Newzealandia dorsomarmorata är en plattmaskart som först beskrevs av Arthur Dendy 1901.  Newzealandia dorsomarmorata ingår i släktet Newzealandia och familjen Geoplanidae. Inga underarter finns listade i Catalogue of Life.